# 挑戰未來4：死亡天使
《挑戰未來4：死亡天使》（英語：Nemesis 4: Death Angel，簡稱，或稱）是一部1996年美國科幻動作片，1996年電影《挑戰未來3：殘酷獵殺》的續集。劇情講述艾莉（Alex）在2080年成為了職業殺手，但在最後一次任務中誤殺目標，導致自己被高額通緝。電影由亞伯特·派努執導，蘇·普萊斯、安德烈·狄沃夫和諾伯·威瑟主演。本片1996年12月23日德國錄影帶首映，1999年4月27日才在美國發行。
《挑戰未來4：死亡天使》劇情與前幾集幾乎無關連。派努最初對本片的構想與成品完全不同，而是直接接續前兩集，但因《挑戰未來3：殘酷獵殺》的影帶銷量不足而大改。

## 劇情
2080年，人類和生化人間的戰爭停火，雙方達成和平協議，社會以人類、生化人及改造人類為主。艾莉·辛克萊為老闆伯納多擔任職業殺手為生，在殺死一位幫生化人運毒的牧師後，她撞見一名神秘的黑衣女子尾隨自己。伯納多要艾莉退休並完成最後一項任務。艾莉成功謀殺目標後，與自己曖昧的同事厄爾卻企圖殺死自己；艾莉殺死厄爾，並得知自己殺錯了目標，死者小卡洛斯是犯罪集團頭目的兒子，導致自己成為鎮上殺手的目標，所有人都想以艾莉的人頭換取1000萬美元的賞金。
艾莉認為神出鬼沒的黑衣女子就是迎接自己的死亡天使。伯納多答應派人去接走艾莉，但等待艾莉的卻是一架要滅自己口的直升機，使艾莉擊毀了直升機。犯罪集團頭目派出殺手德田來殺死艾莉，但最終失敗並反被她殺害。艾莉致電給犯罪集團頭目以致歉，但自己的懸賞仍未撤下，而決定將生命和賞金交給前男友強尼。
強尼到來並與艾莉開始做愛，直到準備向艾莉開槍時，黑衣女子現身打算朝艾莉開槍，但被艾莉反殺。艾莉和強尼得知黑衣女子的真面目是伯納多的母親，伯納多母子企圖利用艾莉及小卡洛斯的死來得到高額賞金。強尼和艾莉策劃一項計謀，利用伯納多母親的毀容首級欺騙伯納多；當伯納多企圖朝強尼開槍，但遭強尼先行開槍，艾莉現身揭穿伯納多的陰謀。伯納多死前致電給頭目，將賞金匯給強尼以贖罪；事成後，艾莉轉身離去，令強尼再給伯納多最後一槍。

## 演員
- 蘇·普萊斯飾演艾莉·辛克萊（Alex Sinclair）[3]
- 安德烈·狄沃夫飾演伯納多（Bernardo）
- 諾伯·威瑟（英语：Norbert Weisser）飾演德田（Tokuda）
- 尼可拉斯·蓋斯特（英语：Nicholas Guest）飾演厄爾·泰豐（Earl Typhoon）
- 布蘭卡·柯皮克娃（Blanka Copikova）飾演黑衣女子
- 西門·波蘭德（Simon Poland）飾演強尼·因帕克（Johnny Impact）
- 朱羅·拉斯拉（Juro Rasla）飾演小卡洛斯（Carlos Jr.）
- 米哈爾·古西克（Michal Gucík）飾演牧師

## 外部連結
- 互联网电影数据库（IMDb）上《挑戰未來4：死亡天使》的资料（英文）